# Élections générales britanniques d'octobre 1974 en Écosse
Des élections générales britanniques ont lieu le 10 octobre 1974 pour élire la 47e législature du Parlement du Royaume-Uni. L'Écosse élit 71 des 635 députés.

## Résultats
| Partis | Partis         | Voix      | Voix  | Voix       | Total des sièges | Total des sièges | Total des sièges |
| Partis | Partis         | Votes     | %     | +/−        | Sièges           | +/−              |                  |
| ------ | -------------- | --------- | ----- | ---------- | ---------------- | ---------------- | ---------------- |
|        | Travailliste   | 1 000 581 | 36,3  | 0,3        | 41 / 71          | 1                |                  |
|        | SNP            | 839 617   | 30,4  | 8,5        | 11 / 71          | 4                |                  |
|        | Conservateur   | 681 327   | 24,7  | 8,2        | 16 / 71          | 5                |                  |
|        | Libéral        | 228 855   | 8,3   | 0,4        | 3 / 71           | stagnation       |                  |
|        | Communiste     | 7 453     | 0,3   | 0,2        | 0 / 71           | stagnation       |                  |
|        | Front national | 86        | 0,0   |            | 0 / 71           |                  |                  |
|        | Autres         | 182       | 0,0   | stagnation | 0 / 71           | stagnation       |                  |
| Total  | Total          | 2 758 101 | 100,0 | stagnation | 71 / 71          | stagnation       |                  |